# Miloš Minić

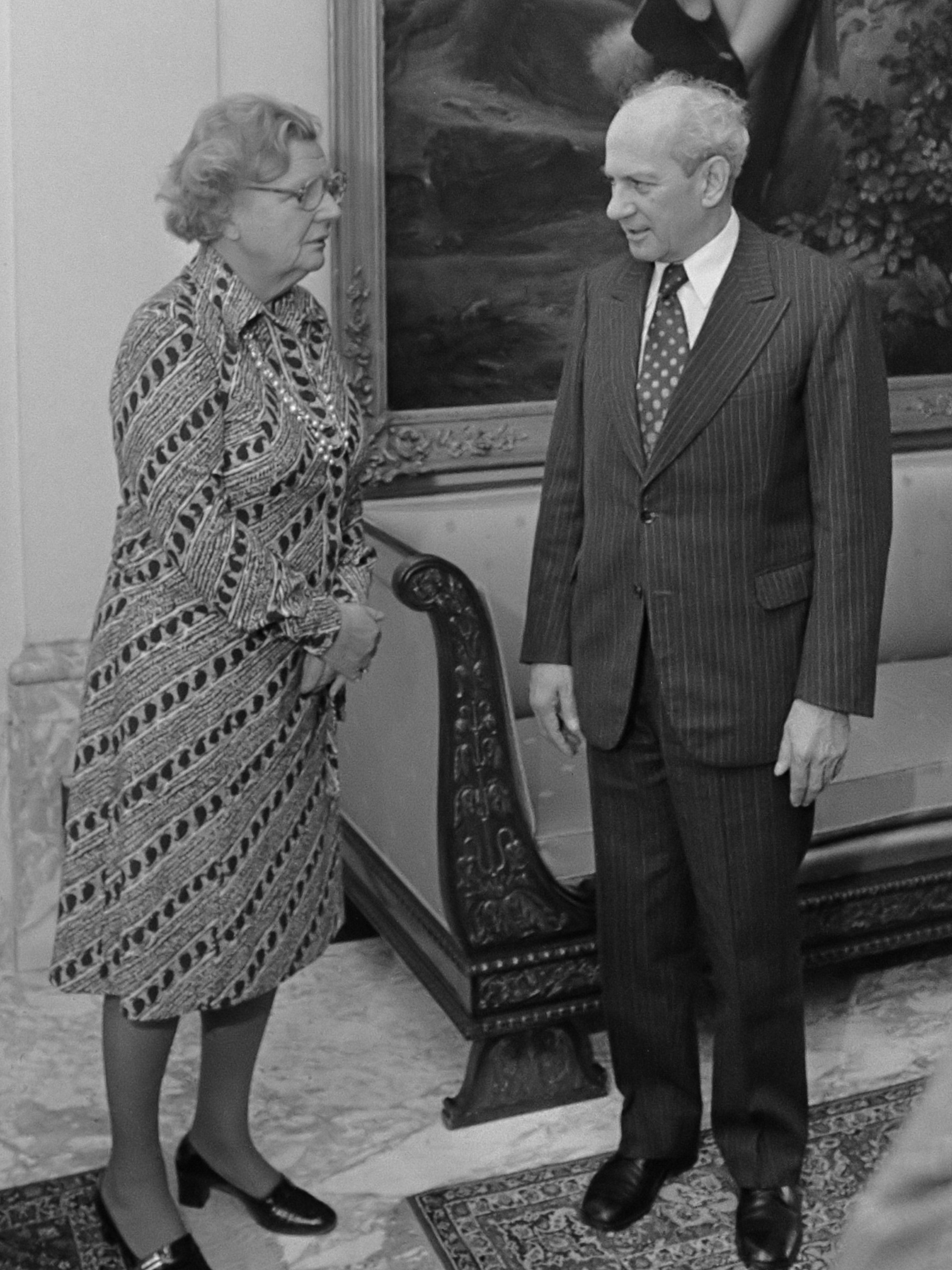
Königin Juliana und Miloš Minić (1975)

Miloš Minić (serbisch-kyrillisch Милош Минић; * 28. August 1914 in Preljina, Serbien; † 5. September 2003 in Belgrad) war ein jugoslawischer Politiker aus Serbien.

## Biografie
Minić trat 1936 der Kommunistischen Partei Jugoslawiens bei und wurde im Laufe der Zeit ein enger Gefolgsmann von Josip Broz Tito, in dessen Einheiten er während des Zweiten Weltkrieges gegen die Nationalsozialisten kämpfte. Nach dem Zweiten Weltkrieg war er bis 1950 als Staatsanwalt und in dieser Funktion maßgeblich an der Strafverfolgung und Anklageerhebung gegen den antikommunistischen Guerilla-Führer, Dragoljub Draža Mihailović, der wegen vermeintlichen Landesverrats zum Tode verurteilt und am 18. Juli 1946 erschossen wurde.
Seine politische Laufbahn begann 1955, als er Bürgermeister von Belgrad wurde. Am 6. April 1957 wurde er als Präsident des Exekutivrates Ministerpräsident der Serbischen Teilrepublik und verblieb bis zum 9. Juni 1962 in diesem Amt. Am 6. Mai 1967 wurde er Präsident des Präsidiums der Nationalversammlung und war damit bis zum 6. Mai 1969 Präsident Serbiens.
1972 wurde er Bundessekretär (Minister) für Auswärtige Angelegenheiten und behielt dieses Amt bis zu seiner Ablösung durch Josip Vrhovec 1978. Während seiner Amtszeit unterzeichnete er am 10. November 1975 den Vertrag von Osimo. Mit dem Vertrag wurde die de facto bereits 1954 mit dem Londoner Memorandum erfolgte Aufteilung des ehemaligen Freien Territoriums Triest zwischen Italien und Jugoslawien endgültig besiegelt.